# هاري نيلسن (مجدف)
هاري نيلسن (بالدنماركية: Harry Nielsen)‏ هو مجدف دنماركي، ولد في 31 أكتوبر 1930 في آرهوس في الدنمارك.

## وصلات خارجية
- هاري نيلسن على موقع الاتحاد الدولي للتجديف (الإنجليزية)
- هاري نيلسن على موقع أوليمبيديا (الإنجليزية)